# Neurosekretorische Zelle
Als neurosekretorische Zellen bezeichnet man besondere Neuronen, die Signale von anderen Nervenzellen empfangen und darauf mit der Ausschüttung von Hormonen in Körperflüssigkeiten oder in Speicherorgane reagieren können, aus denen die Hormone zu einem späteren Zeitpunkt abgegeben werden.
Ein Beispiel hierfür sind die von Neuronen im Hypothalamus gebildeten Hormone, die über deren Neuriten in die Neurohypophyse transportiert werden (axonaler Transport), welche beim Menschen den Hinterlappen der Hypophyse darstellt. Bei Bedarf werden die hier gespeicherten Neuropeptide ausgeschüttet und in die Blutbahn abgegeben, womit sie als Hormon wirken. Die beiden Peptidhormone Oxytocin und Antidiuretisches Hormon (Vasopressin) sind strukturell einander sehr ähnliche Nonapeptide, doch die durch zelluläre Signaltransduktion ausgelösten Effekte unterscheiden sich deutlich.